# متیو اترینگتون
متیو اترینگتون (انگلیسی: Matthew Etherington؛ زادهٔ ۱۴ اوت ۱۹۸۱) یک بازیکن فوتبال اهل بریتانیا است.